# Црква Светог архангела Гаврила у Заграђу
Црква Светог архангела Гаврила у Заграђу, насељеном месту на територији општине Горњи Милановац, припада Епархији жичкој Српске православне цркве.
Црква посвећена Светом архангелу Гаврилу подигнута је 1966. године на месту старијег храма, подигнутог у другој половини 19. века. Пре подизања данашње цркве срушена је претходна, која је била мањег габаритета и на њеном месту су постављени темељи који су освештани 1965. године.